# Ковыль узколистный
Ковы́ль узколи́стный, или Ковыль длинноли́стный (лат. Stīpa tīrsa) — многолетнее травянистое растение; вид рода Ковыль (Stipa) семейства Злаки (Poaceae).

## Ботаническое описание
Многолетнее травянистое плотнодерновинное растение высотой 40—80 (до 100) см.
Стебли голые, только по узлам коротко опушённые, короче листьев или равные им. Листовые пластинки щетиновидные, длинные, всегда вдоль сложенные, около 0,5 мм в диаметре, острошероховатые от очень коротких щетинковидных волосков, 50—70 (100) см длиной, вытянутые в длинное тонкое остриё. Язычки листьев вегетативных побегов не выражены, у стеблевых листьев — до 2 мм длиной.
Колосковые чешуи 5—6,2 см длиной. Нижние цветковые чешуи 18—20 мм длиной с остями 35—50 см длиной, дважды коленчато-изогнутыми, в нижней части голыми и гладкими, в верхней — перистыми, с волосками около 0,5 см. Соцветия узкие, сжатые, охваченные в нижней части влагалищем верхнего листа.
Плод — зерновка.

## Распространение и экология
Общее распространение: южная часть Центральной Европы, Средиземноморье, Малая Азия, степная зона Восточной Европы (от Причерноморья до степей Южного Урала), Крым, Кавказ, юг Западной Сибири, Северный Казахстан.
Лимитирующие факторы — низкая конкурентоспособность, уплотнение почвы скотом и при чрезмерной рекреационной нагрузке, уничтожение мест обитания (строительство дорог, разработка карьеров).
Произрастает на хорошо сохранившихся степных склонах, преимущественно в их верхних частях и на плато на вершинах склонов, по опушкам и полянам остепненных дубрав, среди степных кустарников. Наиболее мезофильный вид ковылей. Один из самых чувствительных к стравливанию и вытаптыванию среди них. Цветет в июне — первой половине июля. Размножается семенами. Плоды созревают в июле.

## Значение и применение
По наблюдениям на Северном Кавказе молодая отава при отсутствии старой травы хорошо поедается всеми видами скота во время вегетационного периода. Отросшие листья лучше поедаются лошадьми и крупным рогатым скотом, овцами хуже. В целом поедаемость хуже, чем у ковыля Лессинга (Stipa lessingiana) и близка к поедаемости ковыля перистого (Stipa pennata).

## Синонимика
По данным The Plant List на 2010 год, в синонимику вида входят:
- Stipa aperta (Janka) ex Celak.
- Stipa cerariorum Pancic
- Stipa cerariorum Panc.
- Stipa longifolia Borbás
- Stipa pennata f. glaucescens Novak
- Stipa pennata var. stenophylla Lindem.
- Stipa pennata var. tirsa (Steven) Novák
- Stipa pennata subsp. tirs (Steven) Kneuck.
- Stipa pennata var. tirsa (Steven) Čelak.
- Stipa schmidtii Woronow ex Grossh.
- Stipa stenophylla (Lindem.) Czern. ex Trautv.
- Stipa tirsa subsp. albanica Martinovský
- Stipa tirsa f. glaucescens Soó

## Охранный статус

### В России
В России вид входит в многие Красные книги субъектов Российской Федерации: Волгоградской, Воронежской, Курской, Липецкой, Нижегородской, Московской, Омской, Пензенской, Ростовской, Самарской, Саратовской, Тульской и Тюменской областей, а также республик Мордовия и Татарстан. Растёт на территории нескольких особо охраняемых природных территорий России.

### На Украине
Входит в Красную книгу Украины, охраняется в Луганском (отделение «Провальская степь», «Стрельцовская степь»), Украинском степном (отделение «Хомутовская степь»), Карадагском, «Еланецкая степь» заповедниках, Галицком НПП и ряде других объектов заповедного фонда.